# دوآبه، خیبر پختونخوا
دوآبه (به انگلیسی: Doaba) یک منطقهٔ مسکونی در پاکستان است که در ناحیه هنگو واقع شده‌است.